# SC Telstar
SC Telstar, właśc. Sportclub Telstar – holenderski klub piłkarski z siedzibą w Velsen-IJmuiden, założony 17 lipca 1963 roku, występujący obecnie w Eredivisie.
Stormvogels powstał w 1912 roku. Gdy w Holandii utworzono profesjonalną ligę, zarówno Stormvogels, jak i inny lokalny klub VSV zaczęły w niej grać. VSV jeszcze w 1938 roku zdobyło Puchar Holandii. Z powodu problemów finansowych obu klubów, 17 lipca 1963 doszło do fuzji. Klub nazwano Telstar, a nazwę wzięto od satelity komunikacyjnego, wystrzelonego w kosmos tamtego roku. Stormvogels i VSV powróciły do ligi amatorskiej. W 2001 roku doszło do kolejnej fuzji – amatorskiego Stomrvogels i grającego w drugiej lidze Telstaru. W 2008 klub zmienił nazwę na SC Telstar.
Domowe mecze zespół rozgrywa na mogącym pomieścić 3060 widzów obiekcie o nazwie Schoonenberg Stadion. Barwy klubowe to biały i niebieski.

## Reprezentanci kraju grający w klubie
- Henk ten Cate
- Louis van Gaal
- Ruud Geels
- Jimmy Floyd Hasselbaink
- Jerry de Jong
- Hans Kraay jr
- Piet van der Kuil
- Jan Mulder
- Erik Regtop
- Arvid Smit
- Heinz Stuy
- Arjan de Zeeuw
- Nacer Abdellah
- Reinaldo
- Jerzy Wilim
- Beki Mercimek

## Trenerzy od początku lat 90.
- Niels Overweg (1990–1993)
- Simon Kistemaker (1993–1995)
- Cor Pot (1995–1997)
- Harry van den Ham (1997–1998)
- Henny Lee (1998–1999)
- Simon Kistemaker (1999–2001)
- Toon Beijer (2001–2002)
- Jan Poortvliet (2002–2005)
- Luc Nijholt (2005–2008)
- Edward Metgod (2008–2010)
- Jan Poortvliet (2010–2012)
- Marcel Keizer (2012–2014)
- Michel Vonk (2014–2017)
- Mike Snoei (2017–2019)
- Andries Jonker (2019–)